# 迈奇洛维奇·佐尔坦
迈奇洛维奇·佐尔坦（匈牙利語：Mechlovits Zoltán，1891年—1951年3月25日），出生于布达佩斯，匈牙利男子乒乓球运动员。他曾获得6枚世界乒乓球锦标赛金牌。